# Gevorkt bijscherm

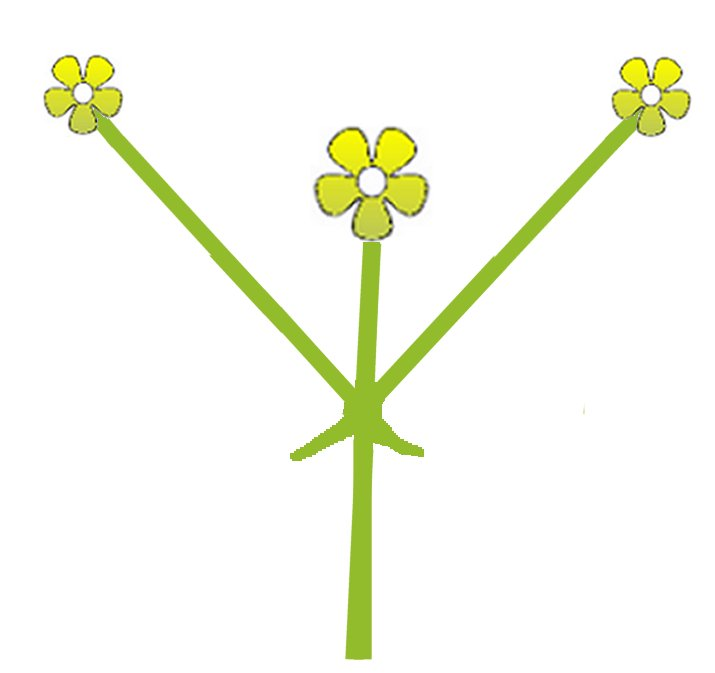
enkelvoudig gevorkt bijscherm

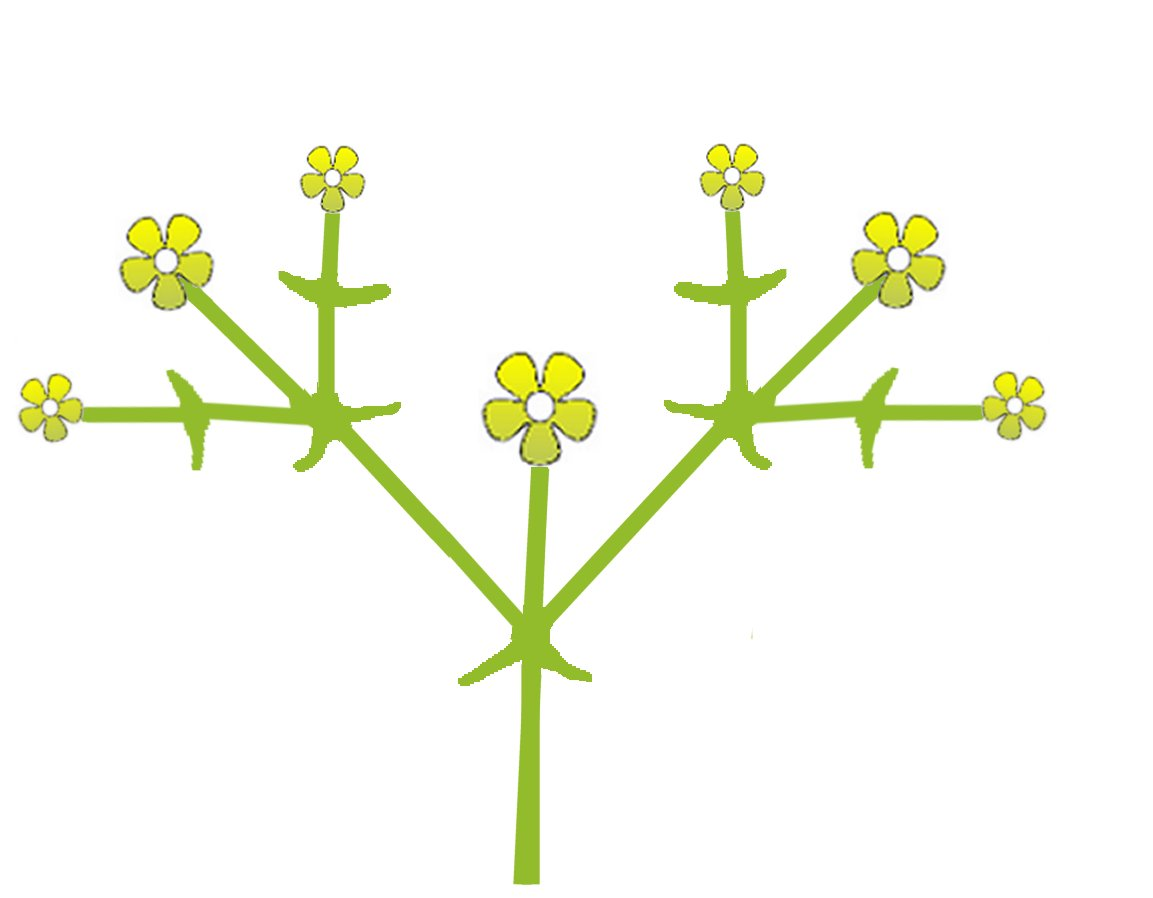
samengesteld gevorkt bijscherm

Het gevorkt bijscherm of tweetakkig scherm is een bloeiwijze, waarbij de hoofdas is afgesloten door een bloem. Hieronder staan twee zijtakken ingeplant, die weer afgesloten worden door een bloem. Op deze zijtakken staan weer twee zijtakken enz. De vertakkingen staan loodrecht op elkaar. Bij een gevorkt bijscherm staat de oudste bloem in het midden.

## Soorten
- Monochasium: meestal slechts een zijas, soms twee, maar dan is een van beide minder ontwikkeld.
- Dichasium of enkelvoudig gevorkt bijscherm scherm: een gevorkt bijscherm met twee zijassen.
- Pleiochasium of samengesteld gevorkt bijscherm scherm: een gevorkt bijscherm met meer dan twee zijassen.
- Schijnkrans: bestaat uit twee ineengedrongen gevorkte bijschermen, zoals bij de lipbloemigen.

## Galerij

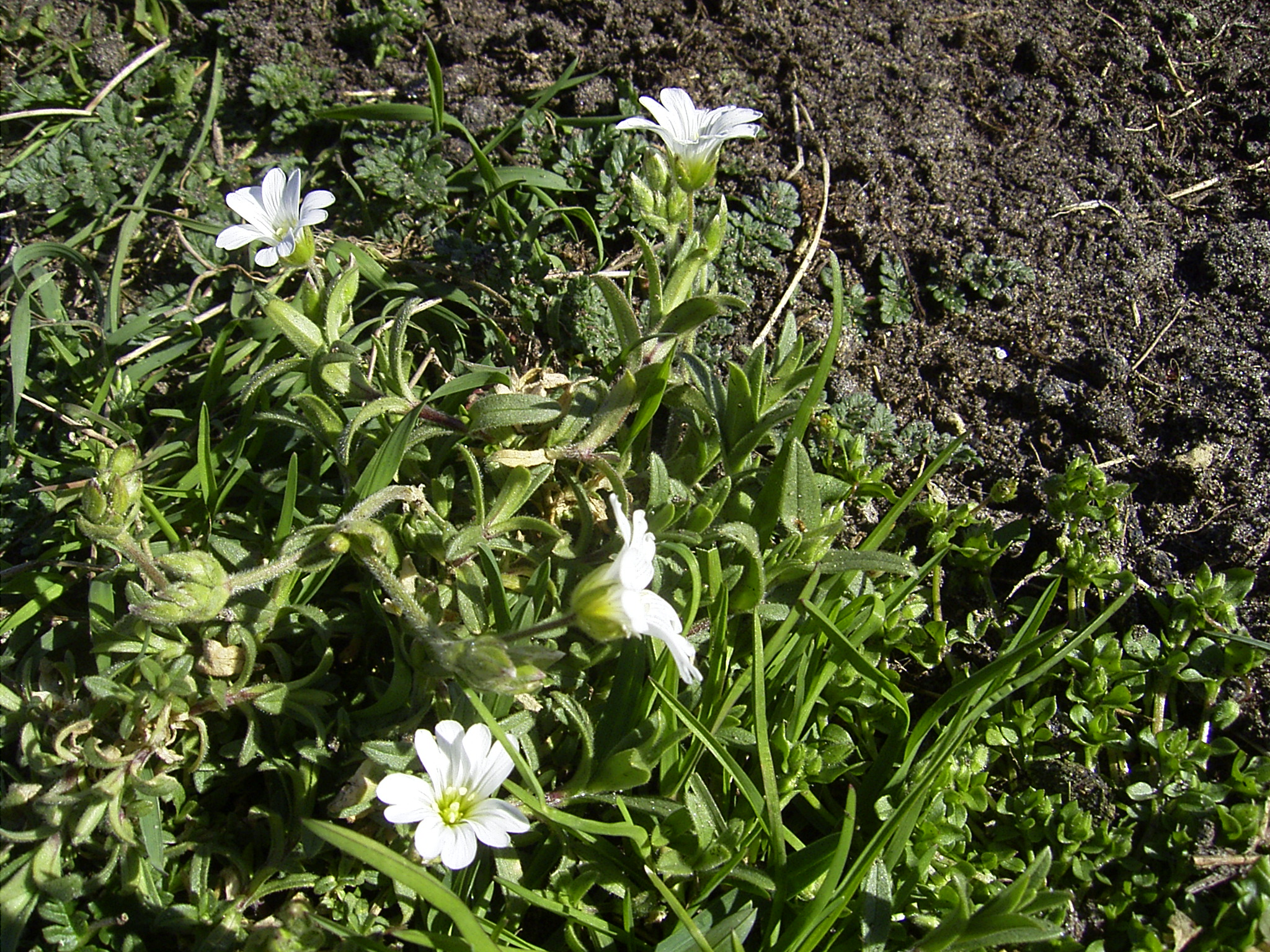
enkelvoudig gevorkt bijscherm van akkerhoornbloem
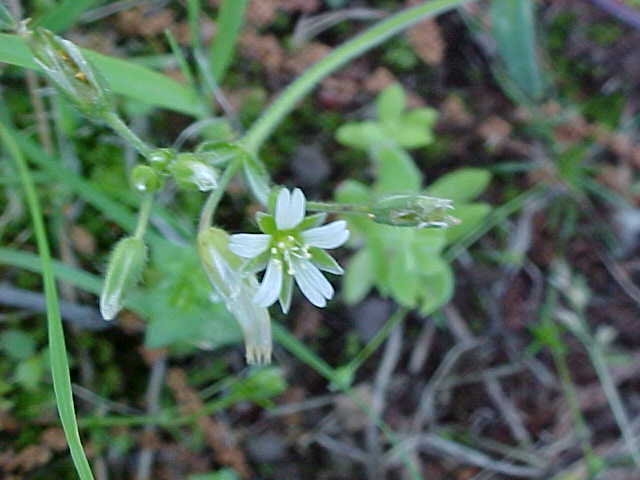
enkelvoudig gevorkt bijscherm van gewone hoornbloem
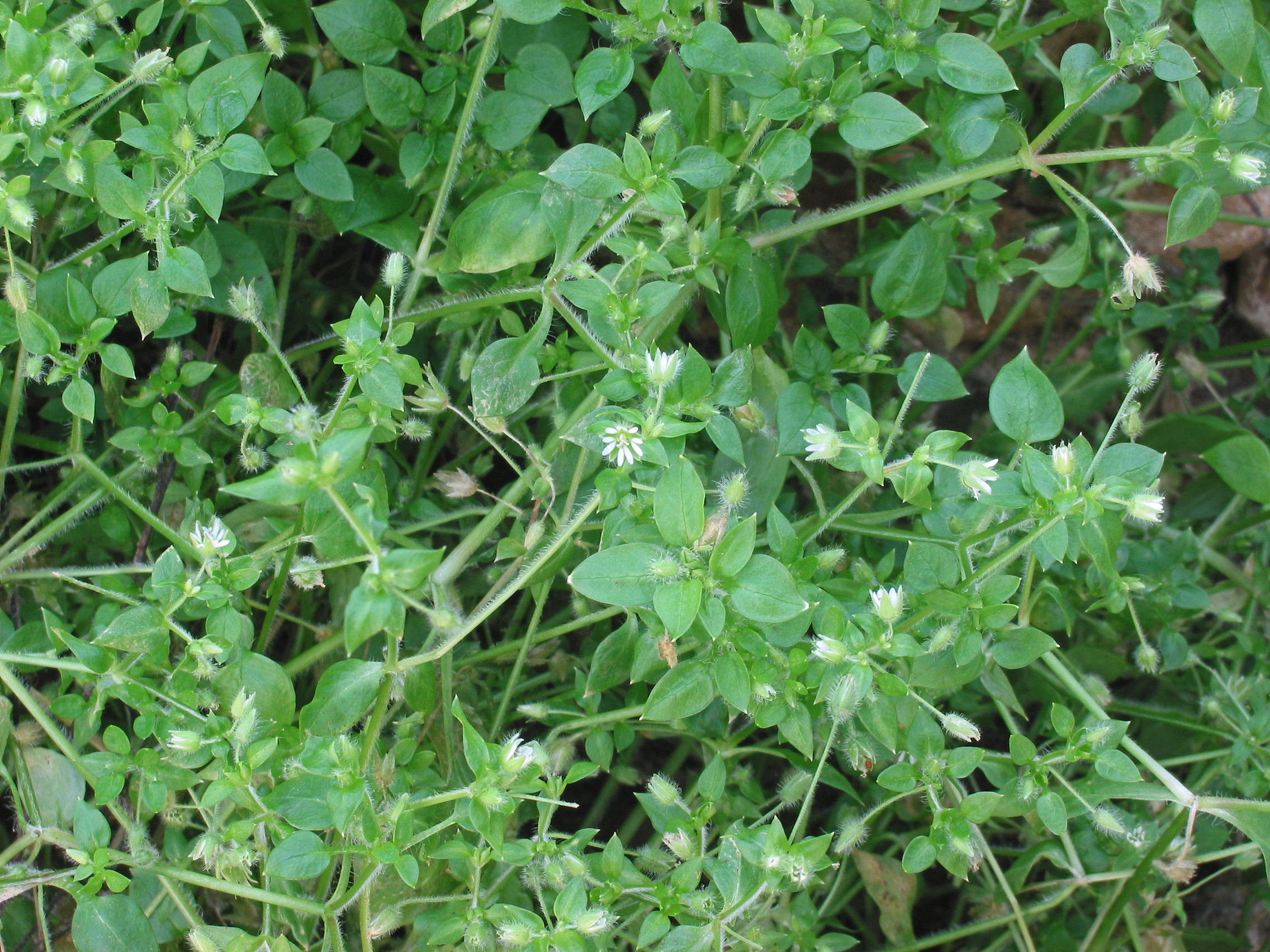
samengesteld gevorkt bijscherm van muur
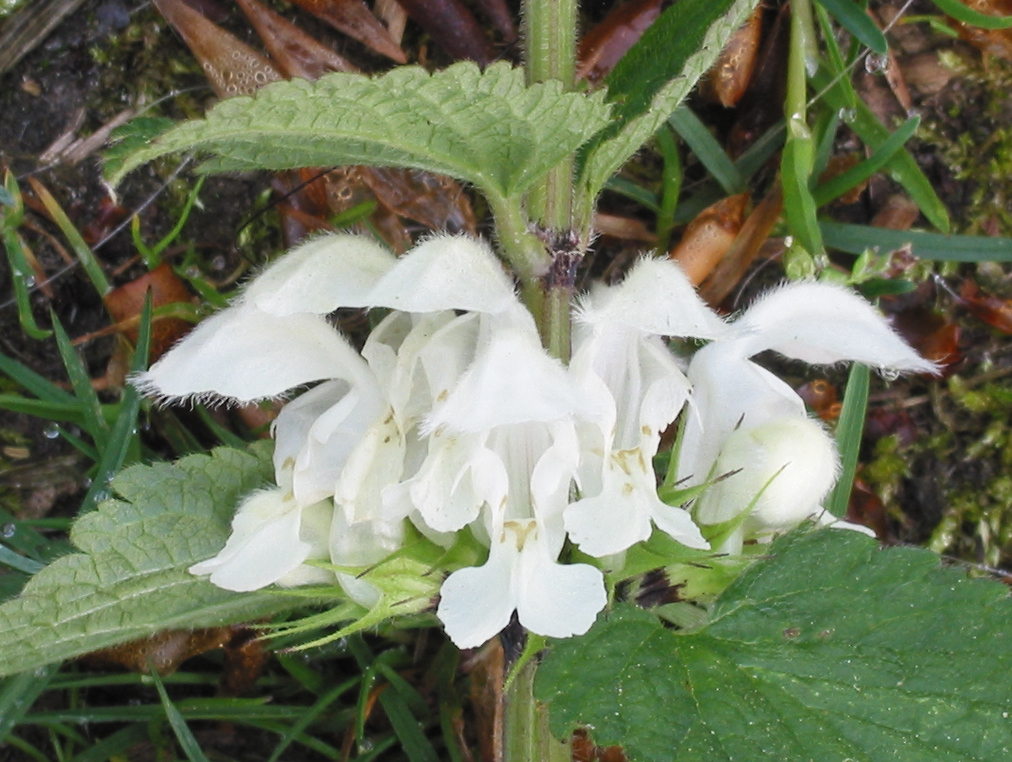
schijnkrans van witte dovenetel